# Arpășel, Bihor
Arpășel (în maghiară Árpád) este un sat în comuna Batăr din județul Bihor, Crișana, România.

## Clădiri istorice

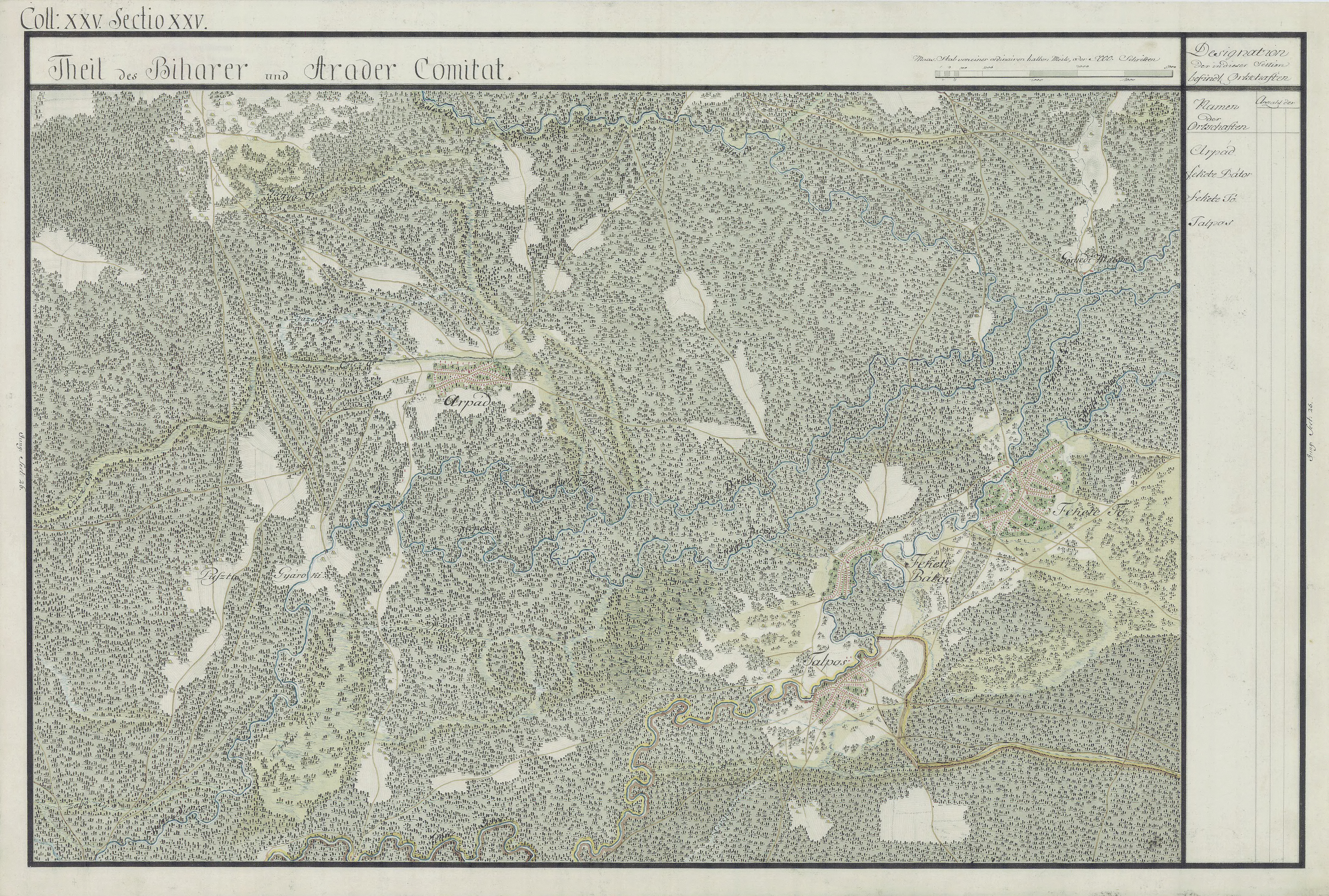
Arpășel în Harta Iozefină a Comitatului Arad, 1782-85

- Castelul Moskovits

## Personalități
- Tiberiu Olah (n. 1928), compozitor.